# ECキンゼ・ジ・ノヴェンブロ (ジャウー)
ECキンゼ・ジ・ノヴェンブロ (ポルトガル語: Esporte Clube XV de Novembro) は、ブラジル・サンパウロ州・ジャウーにホームを置くサッカークラブである。ブラジルには同名のクラブが複数存在するため、キンゼ・ジ・ジャウー (XV de Jaú) と呼ばれている。

## 歴史
1924年11月15日、、ジョゼ・ピラジネ・ソブリーニョ、エルミニオ・カッパビアンカとその他のスポーツマンたちによって創設された。
1951年、キンゼ・ジ・ジャウーはカンピオナート・パウリスタ2部の決勝でCAリネンセを下して優勝した。その後、カンピオナート・パウリスタ1部で最下位となったジャバクアラACとの昇格・降格プレーオフに臨みキンゼ・ジ・ジャウーは第1戦に勝利したが、第2戦に敗れた。第3戦ではジャバクアラを下し、翌年のカンピオナート・パウリスタ1部に昇格した。
1976年、カンピオナート・パウリスタ2部でクラブにとって2度目の優勝を果たす。
1979年、カンピオナート・ブラジレイロ・セリエAに初めて参加し、56位となった。
3年後の1982年、キンゼ・ジ・ジャウーは再びセリエAに参戦し、この時はインテルナシオナル、クルゼイロ、アトレチコ・パラナエンセといったクラブを上回る20位に着けた。
1988年、カンピオナート・ブラジレイロ・セリエCに参加したが、グループ最下位に終わり、第1ステージで敗退した。

## タイトル
- カンピオナート・パウリスタセリエA2：2回
  - 1951, 1976

## スタジアム
キンゼ・ジ・ジャウーのホームスタジアム、エスタジオ・ゼジーニョ・マガリャンイス(通称：ジャウゾン)は、1973年に開場され、最大収容人数は13,040人である。